# فوكه-وولف أف دبليو 200
فوكه-وولف في 200 كوندور، والمعروفة أيضًا لدى الحلفاء باسم كورير Kurier (بالإنجليزية: Courier)‏،  هي طائرة ألمانية أحادية المحركات ذات أربعة محركات تم تطويرها في الأصل بواسطة فوكه وولف كطائرة ركاب بعيدة المدى. وبناء على طلب ياباني لطائرة بعيدة المدى للدوريات البحرية، أُنتجت إصدارات شهدت الخدمة مع سلاح الجو الألماني في دور الاستطلاع ومكافحة السفن والدورية قاذفة قنابل. كما استخدمت لوفتفافه الطائرة على نطاق واسع لأغراض النقل.
وحققت نجاحًا في دور الإغارة على السفن التجارية حتى منتصف عام 1941، وكانت طائرات القيادة الساحلية بعيدة المدى التابعة لسلاح الجو الملكي ومقاتلات هوكر هوريكان تتصدى لها، والتي نقلتها سفن CAM. 

## المشغلون

### المشغلون المدنيون
Brazil
- كروزيرو دو سول
- Syndicato Condor - Serviços Aéreos Condor

 Denmark
- Det Danske Luftfartselskab

 Nazi Germany
- دويتشه لوفتهانزا

 United Kingdom
- شركة الخطوط الجوية البريطانية لما وراء البحار

### المشغلون العسكريون
ألمانيا النازية
- لوفتفافه

 الاتحاد السوفيتي
- القوات الجوية السوفيتية (أسر ما بعد الحرب)

- القوات الجوية الإسبانية (متدرب)

 المملكة المتحدة
- القوات الجوية الملكية (طائرة واحدة متدربة)